# Reserva índia Umatilla
La reserva índia Umatilla és una reserva índia a l'est d'Oregon als Estats Units. La reserva està situada en la seva major part al comtat d'Umatilla, amb una petita part al sud al comtat d'Union. Està cedida a les tres Tribus Confederades de la Reserva índia Umatilla.
Està situada vora la ciutat de Pendleton al costat nord de les Blue Mountains, el 1855 fou establerta per a les tribus amerindis de parla sahaptin umatilla i walla walla, i per als cayuses, la parla dels quals és aïllada. Totes les tribus habitaren històricament la regió de l'Altiplà de Columbia. Les tribus comparteixen la terra i estructura de govern com a part de la confederació.

## Geografia, demografia i seu
La reserva té una extensió de 702,009 km² i una població tribal de 2.927 habitants segons el cens dels Estats Units del 2000. A més uns 300 amerindis d'altres tribus regionals i 1.500 no nadius viuen a la reserva. La principal comunitat és Mission, on hi ha la seu tribal i la de l'Agència Umatilla de la Bureau of Indian Affairs. Algunes oficines de l'agència de la BIA serveixen a més d'una tribu reconeguda federalment, però l'Agència Umatilla serveix exclusivament a les Tribus Confederades de la Reserva índia Umatilla (CUITR).

## Història
Les tribus han desenvolupat a la reserva el Wildhorse Casino Resort per generar ingressos a llur poble. El casino es troba vora la Interestatal 84. En 2006 engegaren també Cayuse Technologies, per a proporcionar desenvolupament de software i serveis relacionats. Aquestes empreses donen feina a 1.000 persones i han reduït sensiblement el desempleu.
El fotògraf de Pendleton Walter S. Bowman ha fotografiat membres de la tribu a començaments del segle xx. Las CUITR creà el Tamástslikt Cultural Institute, un museu que fa exhibicions històriques i contemporànies amb relació a les tribus confederades, alhora que exhibeix artesania ameríndia contemporània.

## Comunitats

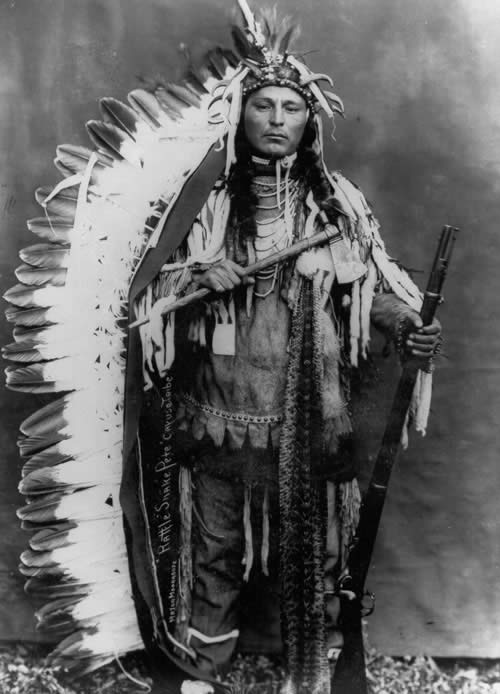
Rattlesnake Pete de la reserva Umatilla

- Cayuse
- Gibbon
- Gopher Flats
- Kirkpatrick
- Mission
- Riverside
- Tutuilla